# 35.º Troféu HQ Mix
O 35º Troféu HQ Mix (também grafado como Troféu HQMIX) foi um evento organizado pela Associação dos Cartunistas do Brasil (ACB) e pelo Instituto do Memorial das Artes Gráficas do Brasil (IMAG) com o propósito de premiar as melhores publicações brasileiras de quadrinhos de 2022 em diferentes categorias.

## História
As inscrições para o 35º Troféu HQ Mix foram abertas de 23 de janeiro a 10 de março de 2023. Artistas, editores e autores puderam inscrever publicações em quadrinhos, eventos, trabalhos acadêmicos e demais produções relativas às HQs que tenham sido lançadas durante 2022 no Brasil (no caso dos trabalhos acadêmicos, vale a data da defesa). A inscrição de obras e autores foi realizada através do site oficial do prêmio através do pagamento de uma taxa de R$ 20 por categoria inscrita.
Nesta edição, foi criada uma categoria chamada "Mangá e produções correlatas", destinada a premiar publicações de mangá, incluindo produções nacionais que sigam este estilo.
Em agosto, foi divulgado o design do troféu, que homenageia um autor diferente a cada ano. Este ano, o homenageado foi Flavio Colin, cujo personagem Curupira foi retratado na estatueta confeccionada pelo artista Bruno Braga, do Instituto Impressão 3D, de Jaboatão dos Guararapes.
A lista de indicados ao Troféu HQ Mix foi divulgada em 28 de agosto após análise de um júri técnico formado por jornalistas e críticos de quadrinhos. Foram mais de 1.500 inscrições e cinco meses de avaliação por parte dos membros do júri. Com exceção das categorias de projeto gráfico, projeto editorial e as ligadas a pesquisa acadêmica (definidas por júri específico), a votação foi aberta a cerca de 2.000 profissionais da área dos quadrinhos registrados como votantes de 28 de agosto a 16 de setembro de 2023.
Os vencedores foram anunciados em 8 de novembro de 2023 e a cerimônia de premiação, que voltou a ser realizada de forma presencial após três anos sendo apenas on-line por causa da pandemia de COVID-19, foi realizada em 6 de dezembro de 2023 no SESC 24 de Maio, em São Paulo, com apresentação de Serginho Groisman e apresentação do DJ MZK.

### Protesto
Durante a cerimônia de premiação do 35º Troféu HQ Mix, houve um protesto em relação à pouca representatividade de artistas mulheres, principalmente por conta do fato de que, das 42 categorias do prêmio, apenas oito tiveram mulheres como vencedoras. Foram levantados cartazes com questionamentos a esse respeito, que também foi foco de alguns discursos de premiados, como da jornalista Gabriela Borges (vencedora na categoria de mehor publicação independente de grupo), que relembrou a carta aberta apresentada durante a edição de 2015 a respeito da falta de mulheres entre os vencedores daquele ano.

## Vencedores e indicados
| Categoria                              | Vencedores | Indicados |
| -------------------------------------- | --- | --- |
| Adaptação para os quadrinhos           | Barrela João Pinheiro / Brasa | - Amantikir (Lillo Parra e Jefferson Costa / Trem Fantasma) - Aventuras Macabras de Edgar Allan Poe (Flavio Colin, Julio Shimamoto, Jordí e José Menezes / Skript) - Contos Novos (Vários autores / Principis) - Drácula (Alberto Breccia / Comix Zone) - Era uma Vez e Outros Contos de Júlia Lopes de Almeida (Germana Viana / Editora do Brasil) - Lovecraft/Poe (Alberto Breccia / Quadrinhos na Cia.) - Os Sussurros do Caos Rastejante (Fábio Yabu e Fred Rubim / Jambô) - Romeu & Julieta (Lorenzo Mattotti / Conrad) - Triste República: A Primeira República Comentada por Lima Barreto (Spacca e Lilia Moritz Schwarcz / Quadrinhos na Cia.) |
| Arte-finalista nacional                | Marcelo D'Salete Mukanda Tiodora | - Alex Rodrigues (Fronteiras) - André Diniz (T.A.T.T.O.O.: À Flor da Pele) - Bräo (Le: Mönet) - Danilo Beyruth (Astronauta: Convergência) - Eloar Guazzelli (Cartilagem) - Erica Awano (Holy Avenger: Paladina Volume 2) - Melissa Garabeli (Calmaria) - Olavo Costa (O Menino Rei) - Paulo Crumbim (Andei Por Entre as Frestas e Te Trouxe Flores, Pedras e Algumas Miudezas) - Sam Hart (10 Dias Perdidos) - Verônica Berta (Princesa de Areia) |
| Colorista nacional                     | Lelis Em Fuga | - Cris Peter (Astronauta: Convergência) - Fabi Marques (Super-Zé) - Gustavo Borges (Como Fazer Amigos e Enfrentar Feiticeiros) - Isaac Santos (Yasuke) - Jefferson Costa (Amantikir) - Mariane Gusmão (O Menino Rei) - Melissa Garabeli (Calmaria) - Pedro Cobiaco (Haya e o Tempo) - Sasyk (Crônicas De Mirabelem: O Clã) - TAI (Causos de Visagens para Crianças Maluvidas e Death Hunt) - Wagner Willian (Todas as Pedras no Fundo do Rio) |
| Desenhista nacional                    | Marcelo D'Salete Mukanda Tiodora | - Al Stefano (Piratas do Cangaço) - Bianca Pinheiro (Alho-Poró) - Bräo (Le: Mönet) - Danilo Beyruth (Astronauta: Convergência e Corso) - Eloar Guazzelli (A Batalha e Cartilagem) - Gegê Schall (Made In Korea) - Germana Viana (Era Uma Vez e Outros Contos de Júlia Lopes de Almeida) - João Pinheiro (Barrela) - Lelis (Em Fuga) - Majory Yokomizo (O Que Aconteceu com Eliana?) - Marcello Quintanilha (Alimenta Estes Olhos) - Orlandeli (A Coisa e O Mundo de Yang) - Ricardo Leite (Em Busca do Tintin Perdido) |
| Dissertação de mestrado                | De Passagem para Ficar: A Banda Desenhada Documental como Registro da Nova Leva Migratória Brasileira para Portugal Christiano Mascaro Gonçalves da Silva / IPCA | Eleito pelo júri especializado |
| Dissertação de mestrado                | Mangás do Grupo CLAMP: Um Estudo Sobre o seu Processo Criativo e a Publicação de suas Obras no Brasil Maiara Heleodoro dos Passos / USP                          | Eleito pelo júri especializado |
| Edição especial estrangeira            | Coleção Toppi Volume Um: América Latina Sergio Toppi / Figura | - A Mão Verde e Outras Histórias (Nicole Claveloux e Édith Zha / Comix Zone) - A Tragédia da Princesa Rokunomiya (Kuniko Tsurita / Veneta) - Balada para Sophie (Filipe Melo e Juan Cavia / Pipoca & Nanquim) - Como Antes (Alfred / Devir) - Meu Diário de Nova York (Julie Doucet / Veneta) - Monstros (Barry Windsor-Smith / Todavia) - O Lugar Errado (Brecht Evens / Figura) - O Rumor da Geada (Jorge Zentner e Lorenzo Mattotti / Figura) - Social Fiction (Chantal Montellier / Comix Zone) - Um Bairro Distante (Jiro Taniguchi / Pipoca & Nanquim) - Uma História Real de Crime & Poesia (David L. Carlson e Landis Blair / DarkSide) |
| Edição especial nacional               | Em Busca do Tintin Perdido Ricardo Leite / Noir | - Alimenta Estes Olhos (Marcello Quintanilha / Veneta) - Andei por Entre as Frestas e Te Trouxe Flores, Pedras e Algumas Miudezas (Paulo Crumbim / Mino) - Barrela (João Pinheiro / Brasa) - Bertha Lutz e a Carta da ONU (Amma e Angélica Kalil / Veneta) - Denise: Arraso (Cora Ottoni / Panini Comics) - Mukanda Tiodora (Marcelo D'Salete / Veneta) - O Essencial do Zé Carioca (Vários autores / Culturama) - Os Estranhos Hóspedes do Hotel Nicanor (Ota e Flavio Colin / MMarte) - Sonhonauta (Shun Izumi / Conrad) - T.A.T.T.O.O.: À Flor da Pele (André Diniz / DarkSide) - Triste República: A Primeira República Comentada por Lima Barreto (Spacca e Lilia Moritz Schwarcz / Quadrinhos na Cia.) |
| Editora do ano                         | Comix Zone | - Brasa - Conrad - Draco - JBC - Mino - Pipoca & Nanquim - Skript - Universo Guará - Veneta |
| Evento                                 | 11º Festival Internacional de Quadrinhos | - 40 Anos da Gibiteca de Curitiba - Butantã Gibicon - Evento Desenhão - Feira Miolo(s) - Gibirama - Feira Goiana de Histórias em Quadrinhos - PerifaCon - Poc Con - Santos Comic Expo - Top! Top! - Convenção Paraibana de Quadrinhos |
| Exposição                              | Shimamoto: Mestre do Quadrinho Brasileiro Márcia Deretti e Márcio Jr.                                                                                            | - 40 Anos da Gibiteca de Curitiba - A Casa Baís - Catálogo HQ Brasil - Programa Brasil em Quadrinhos - Eu e o Isolamento - Exposição "A(U)Rtistas" na Gibiteca de Curitiba - Exposição Grande Sertão Veredas, de Rodrigo Rosa - Exposição Malungo D'Salete - Hortência das Tranças, de Lelis - Mostra Traços Curitibanos 4 - Semana de Historietas Brasil Peru |
| Grande contribuição                    | Programa Brasil em Quadrinhos | Eleito pela comissão organizadora |
| Grande mestre do quadrinho nacional    | Michele Iacocca | Eleito pela comissão organizadora |
| Homenagem especial                     | 50 anos do Salão Mackenzie de Humor e Quadrinhos | Eleito pela comissão organizadora |
| Homenagem especial                     | Mônica 60 anos | Eleito pela comissão organizadora |
| Livro teórico                          | Balões de Pensamento 2: Ideias que Vêm dos Quadrinhos Érico Assis / Balão                                                                                        | - Amazona: 80 Anos da Mulher-Maravilha (Carol Pimentel, org. / Skript) - Catálogo HQ Brasil: Edição Bilíngue Espanhol/Português (Érico Assis, editor / Programa Brasil em Quadrinhos) - Do Lazer ao Fazer: As Histórias em Quadrinhos na Escola (Maiara Alvim de Almeida, Natania Aparecida da Silva Nogueira e Nataniel dos Santos Gomes, orgs. / ASPAS) - Dossiê Mulheres e Arte Sequencial: Elas Pesquisam, Elas Produzem (Danielle Barros Silva Fortuna, Maiara Alvim de Almeida, Cátia Ana Baldoino da Silva e Nataly Costa Fernandes Alves, orgs. / Cegraf UFG) - HQ: Uma Pequena História dos Quadrinhos para Uso das Novas Gerações (Rogério de Campos / Veneta e SESC) - Imagem, Pesquisa e Criatividade: Os Quadrinhos como Vetores do Conhecimento (Amaro Xavier Braga Junior, Caetano Galindo Borges e Natania Aparecida da Silva Nogueira, orgs. / ASPAS) - Quadrinhos & Educação Volume 6 (Amaro Xavier Braga Junior e Thiago Modenesi, orgs. / Quadriculando) - Quadrinhos Independentes: Histórias da Cena Brasileira (Renan Rivero / Universo Guará) - Transbordando Páginas & Fronteiras: Uma Breve Saga dos Mangás no Brasil (Ingrid Luisa) - Ziraldo: Memórias (Francisco Ucha / independente) |
| Mangá e produções correlatas           | Nausicaä do Vale do Vento Hayao Miyazaki / JBC | - A Tragédia da Princesa Rokunomiya (Kuniko Tsurita / Veneta) - Calafrios (Junji Ito / Pipoca & Nanquim) - Colorbar (Daniel Bretas / independente) - MW: Psicopatia Profana (Osamu Tezuka / Pipoca & Nanquim) - My Broken Mariko (Waka Hirako / JBC) - O Livro dos Insetos Humanos (Osamu Tezuka / DarkSide - Um Bairro Distante (Jiro Taniguchi / Pipoca & Nanquim) - Vida nas Sombras (Hiromi Goto e Ann Xu / Conrad) - Yasuke (Isaac Santos / Skript) |
| Novo talento - desenhista              | Helô D'Angelo Nos Olhos de Quem Vê | - Amma (Bertha Lutz e a Carta da ONU) - Ana Cardoso (Mingau: Apego) - Dan Aroeira (Samurai Boy: Operação Faísca) - Daniel Bretas (Colorbar) - Daniel Sousa (Entrespaço: 2022) - Diana Doria (Eighty Seven Volume 1) - Diox (O Fim da Noite) - Mayara Lista (Espuma e Pequenina) - Raquel Morais Simoso (Sem Norte: A Bússola Perdida) - Tiago Pinheiro (Anéis De Lampião) |
| Novo talento - roteirista              | Helô D'Angelo Nos Olhos de Quem Vê | - Ana Cardoso (Mingau: Apego) - Angélica Kalil (Bertha Lutz e a Carta da ONU) - Carol Favret e Caru Moutsopoulo (A Guará) - Cora Ottoni (Denise: Arraso) - Felipe Pan (O Menino Rei) - Luísa Lacombe (Música Triste Volume 1) - Mayara Lista (Espuma e Pequenina) - Natália Sierpinski (Afeto) - Patrick Martins (Dente de Leite) - Pedro Vó (Orbital) - Rogério Faria (Paulo Freire #Presente) |
| Produção para outras linguagens        | Calaboca e Escuta / curta-metragem live action Daniel Bretas, diretor                                                                                            | Eleito pela comissão organizadora |
| Projeto editorial                      | Metamaus Art Spiegelman / Companhia das Letras | Eleito pela comissão organizadora |
| Projeto editorial                      | Fronteira Híbrida Luiz Gê / MMarte | Eleito pela comissão organizadora |
| Projeto gráfico                        | Colorbar Daniel Bretas / independente | Eleito pela comissão organizadora |
| Publicação de aventura/terror/fantasia | Franjinha: Contato Vitor Cafaggi / Panini Comics | - Astronauta: Convergência (Danilo Beyruth / Panini Comics) - Causos de Visagens para Crianças Maluvidas (TAI e NIL / independente) - Corso (Danilo Beyruth / Comix Zone) - Em Fuga (Lelis / Skript) - META Volume 2: A Jornada do Leitor (Marcelo Saravá, André Freitas, Omar Viñole e Deyvison Manes / Zarabatana) - Mizuras (Coletivo Iukytáias / independente) - Monstros (Barry Windsor-Smith / Todavia) - Naukan (Thiago Souto / Ugra Press) - O Pacto da Letargia (Miguelanxo Prado / Conrad) - Orixás: Do Orum ao Ayê (Alex Mir, Caio Majado e Omar Viñole / Peirópolis) - Vida nas Sombras (Hiromi Goto e Ann Xu / Conrad) |
| Publicação de clássico                 | Little Nemo Volume 1: 1905 - 1909 Winsor McCay / Figura | - Alack Sinner: A Era da Inocência (José Muñoz e Carlos Sampayo / Pipoca & Nanquim) - Alimenta Estes Olhos (Marcello Quintanilha / Veneta) - Cidade de Vidro (Paul Auster, Paul Karasik e David Mazzucchelli / Mino) - Coleção Toppi Volume Um: América Latina (Sergio Toppi / Figura) - Creepy Apresenta: Bernie Wrightson (Bernie Wrightson / Devir) - Mônica Volume 1: 1970 (Vários autores / Panini Comics) - O Último Recreio (Carlos Trillo e Horacio Altuna / Risco) - Ranx: Edição Integral Definitiva (Stefano Tamburini e Tanino Liberatore / Comix Zone) - Social Fiction (Chantal Montellier / Comix Zone) - Um Cadáver no Rio Imjin (Harvey Kurtzman / Veneta) |
| Publicação de humor                    | Linha do Trem: É o Que Tem Pra Hoje Raphael Salimena / Draco | - Beliscão (Camilo Solano / Pipoca & Nanquim) - Depois Que Eu Matei Libório (Orlandeli / independente) - Em Fuga (Lelis / Skript) - Mar Minha Gente (Paulo Moreira / independente) - Ménage nº 5 (Germana Viana, Laudo Ferreira e Marcatti / independente) - Música Triste Volume 1 (Luísa Lacombe / independente) - Nos Olhos de Quem Vê (Helô D'Angelo / HarperCollins) - Ônibus (Paul Kirchner / Risco) - Vida Besta: Fim do Mundo (Galvão Bertazzi / Mino) |
| Publicação de tira                     | Linha do Trem: É o Que Tem Pra Hoje Raphael Salimena / Draco | - Caio Oliveira: Ônibus (Caio Oliveira / Skript) - Fábrica Faglianostra: Edição de Colecionador (Humberto Pereira e Marcello Monteiro / Jubarte) - Isolamento - 2ª Edição (Helô D'Angelo / IndieVisivel) - Mar Minha Gente (Paulo Moreira / independente) - Música Triste Volume 1 (Luísa Lacombe / independente) - Ônibus (Paul Kirchner / Risco) - Série de tiras Novo Anormal (Carol Ito e Pietro Soldi / Revistas Trip e TPM) - Téo & o Mini Mundo: Quentinho no Coração (Caetano Cury / independente) - Vida Besta: Fim do Mundo (Galvão Bertazzi / Mino) |
| Publicação em minissérie               | Almanaque Guará Vários autores / Universo Guará | - Greg: o Contador de Histórias (Marcio R. Gotland / Náutilo HQ) - A Lenda de Bóia: Amanara (Léo D. Andrade e Wal Souza / independente) - Holy Avenger: Paladina Volume 2 (Marcelo Cassaro e Erica Awano / Jambô) - Low Volume 2: Antes que o Alvorecer nos Destrua (Rick Remender e Greg Tocchini / Devir) - Mais Forte que a Espada (Hiroshi Hirata / Pipoca & Nanquim) - Ping Pong (Taiyo Matsumoto / JBC) - Turma da Mônica & Garfield (Panini Comics) |
| Publicação em minissérie               | 10 Dias Perdidos Sam Hart / independente | - Greg: o Contador de Histórias (Marcio R. Gotland / Náutilo HQ) - A Lenda de Bóia: Amanara (Léo D. Andrade e Wal Souza / independente) - Holy Avenger: Paladina Volume 2 (Marcelo Cassaro e Erica Awano / Jambô) - Low Volume 2: Antes que o Alvorecer nos Destrua (Rick Remender e Greg Tocchini / Devir) - Mais Forte que a Espada (Hiroshi Hirata / Pipoca & Nanquim) - Ping Pong (Taiyo Matsumoto / JBC) - Turma da Mônica & Garfield (Panini Comics) |
| Publicação independente de grupo       | Café Espacial nº 20 Sergio Chaves, editor / independente | - Baile de Máscaras: Antologia de Quadrinhos (Rafa Louzada, editor / independente) - Harvi nº 1 (Marcos KZ e Aline Zouvi, editores / Harvi) - Ménage nº 4 (Germana Viana, Laudo Ferreira e Marcatti / independente) - Ménage nº 5 (Germana Viana, Laudo Ferreira e Marcatti / independente) - Mizuras (Coletivo Iukytáias / independente) - Pelota 2022 (Daniel Esteves, editor / Zapata) - Terror em Nanquim (Mhorgana Alessandra, org. / independente) - Vida Selvagem (Felipe Menduni, André Freitas, Caio Majado e Omar Viñole / Yes Cabrita) |
| Publicação independente de grupo       | Revista Mina de HQ nº 3 Gabriela Borges, editora / independente                                                                                                  | - Baile de Máscaras: Antologia de Quadrinhos (Rafa Louzada, editor / independente) - Harvi nº 1 (Marcos KZ e Aline Zouvi, editores / Harvi) - Ménage nº 4 (Germana Viana, Laudo Ferreira e Marcatti / independente) - Ménage nº 5 (Germana Viana, Laudo Ferreira e Marcatti / independente) - Mizuras (Coletivo Iukytáias / independente) - Pelota 2022 (Daniel Esteves, editor / Zapata) - Terror em Nanquim (Mhorgana Alessandra, org. / independente) - Vida Selvagem (Felipe Menduni, André Freitas, Caio Majado e Omar Viñole / Yes Cabrita) |
| Publicação independente edição única   | Roses N' Guns Gabriel Arrais e Thiago Ossostortos / RQT Comics                                                                                                   | - A Coisa (Orlandeli / independente) - Ao Redor do Sol (Talessak / Minski) - Causos de Visagens para Crianças Maluvidas (TAI e NIL / independente) - Colorbar (Daniel Bretas / independente) - E o Mar me Trouxe Até Aqui (Phellip Willian e Eduardo Ribas / independente) - Le: Mönet (Bräo / independente) - Pequeno Manual de Defesa Pessoal (Helô D'Angelo / Bebel Books) - Princesa de Areia (Verônica Berta / independente) - Rockabilly Blues (Gustavo Novaes / Outside.co) - Vida Selvagem (Felipe Menduni, André Freitas, Caio Majado e Omar Viñole / Yes Cabrita) |
| Publicação independente seriada        | Como Fazer Amigos e Enfrentar Feiticeiros Gustavo Borges e Eric Peleias / independente                                                                           | - Dope (Edson Bortolotte / independente) - Eventos Semiapocalípticos: Zé Augusto (Yoshi Itice / independente) - Greg: o Contador de Histórias (Marcio R. Gotland / Náutilo HQ) - Marino da Sonhadora: É Canoeiro (Carlos Eduardo Ribeiro Junior e Frederico de Aquino / Edições da Canoa) - Ménage nº 4 (Germana Viana, Laudo Ferreira e Marcatti / independente) - Ménage nº 5 (Germana Viana, Laudo Ferreira e Marcatti / independente) - Na Mira da Lena: Borboleta (Luciano Freitas / independente) - Piratas do Cangaço (Al Stefano / Zapata) - Samurai Doggy (Chris Tex e Santtos / independente) - Sem Norte: A Bússola Perdida (Raquel Morais Simoso / Aventura) - Terapia Volume 2 (Rob Gordon, Marina Kurcis e Mario Cau / Geektopia) |
| Publicação infantil                    | Amantikir Lillo Parra e Jefferson Costa / Trem Fantasma | - Big Hug (Melissa Garabeli e Phellip Willian / independente) - Ciça, a Menina Saci (Lucas Marques e Bruno Prosaiko / AVEC) - Como Fazer Amigos e Enfrentar Feiticeiros (Gustavo Borges e Eric Peleias / independente) - Contos de Griô: A Origem do Tambor (Ana Cristina, Jean Lins, Daiandreson Victor e Ari Firmino / independente) - Dias de Lontra (Gui Lipari e Li Adisaka / Balão) - Djou: De Outro Mundo (Flávia Lins e Renata Richard / Universo Guará) - Lumberjanes Volume 5: Banda Reunida (Noelle Stevenson, Shannon Watters e Brooklyn Allen / Devir) - Maramunhã: Uma Lenda Manaus (Evaldo Vasconcelos, Rayanne Cardoso, Malu Meneses e Izabelle Regina / independente) - O Jardim Encantado onde Moram as Estrelas (Brenda Bossato / independente) |
| Publicação juvenil                     | Anjinho: Além Max Andrade / Panini Comics | - Afeto (Natália Sierpinski e Vivi Melancia / Outside.co) - Calmaria (Melissa Garabeli e Phellip Willian / independente) - Corso (Danilo Beyruth / Comix Zone) - Ebó 2.222 (Alex Mir e Daiandreson Victor / Ultimato do Bacon) - Era uma Vez e Outros Contos de Júlia Lopes de Almeida (Germana Viana / Editora do Brasil) - Holy Avenger: Paladina Volume 2 (Marcelo Cassaro e Erica Awano / Jambô) - Orixás: Do Orum ao Ayê (Alex Mir, Caio Majado e Omar Viñole / Peirópolis) - Samurai Doggy (Chris Tex e Santtos / independente) - Sem Norte: A Bússola Perdida (Raquel Morais Simoso / Aventura) - Triste República: A Primeira República Comentada por Lima Barreto (Spacca e Lilia Moritz Schwarcz / Quadrinhos na Cia.) |
| Publicação mix                         | Almanaque Guará Vários autores / Universo Guará | - Aventuras Macabras de Edgar Allan Poe (Flavio Colin, Julio Shimamoto, Jordí e José Menezes / Skript) - Baile de Máscaras: Antologia de Quadrinhos (Rafa Louzada, editor / independente) - Café Espacial nº 20 (Sergio Chaves, editor) - Colorbar (Daniel Bretas / independente) - Harvi nº 1 (Marcos KZ e Aline Zouvi, editores / Harvi) - Memorabilia (Ruy Cardoso e Luiz Andrade / independente) - Não Tema, Isso É Coisa de Mulher (Bianca Mól, Eliane Bonadio, Fabiana Signorini, Flávia Gasi, Ligia Zanella, Luiza Lemos, Mari Santtos, Renata C B Lzz e Roberta Cirne / independente) - Orgulho DC (Vários autores / Panini Comics - Ragu nº 9 (Vários autores / Cepe) - Terror em Nanquim (Mhorgana Alessandra, org. / independente) |
| Relevância internacional               | Ricardo Leite | Eleito pela comissão organizadora |
| Roteirista nacional                    | Vitor Cafaggi Franjinha: Contato | - Alex Mir (Ebó 2.222 e Grilhões) - André Diniz (T.A.T.T.O.O.: À Flor da Pele) - Bianca Pinheiro (Alho-Poró) - Daniel Esteves (Fronteiras) - Danilo Beyruth (Astronauta: Convergência) - Fernanda Verissimo (A Batalha) - Germana Viana (Era Uma Vez e Outros Contos de Júlia Lopes de Almeida) - Lillo Parra (Amantikir e João Verdura e o Diabo) - Marcelo D'Salete (Mukanda Tiodora) - Marcelo Saravá (META Volume 2: A Jornada do Leitor e Splendor Blues) - Rafael Calça (O Fim da Noite) - Spacca e Lilia Moritz Schwarcz (Triste República: A Primeira República Comentada por Lima Barreto) |
| Tese de doutorado                      | Histórias em Quadrinhos e Feminismos na França: A Revista Ah! Nana! (1976 – 1978) Natania Aparecida da Silva Nogueira / UNIVERSO                                 | Eleito pelo júri especializado |
| Trabalho de conclusão de curso         | A Imagem como Forma de Combate ao Preconceito: a Elaboração de uma História em Quadrinhos com Temática LGBTQIAP+ Gustavo Paiva Cardozo de Mello                  | Eleito pelo júri especializado |
| Web quadrinhos                         | Homem-Grilo Cadu Simões e Fred Hildebrand | - 48km (IaraNaika) - Contra Tempo: Uma Viagem de 200 Anos (Ana Cardoso, Hyna Crimson, Igor Marques e João Paulo Pimenta) - Icamiabas (Tom Gomes) - Luto É um Lugar que Não se Vê (Gabriela Güllich) - Normal (Helena Cunhas) - Ovelha Negra (Cafezal) - Quadrinhos Infinitos (Cátia Ana) - Sem Norte: A Bússola Perdida (Raquel Morais Simoso) - Um Quadrinho para Falar de Vaginismo (Lari Macedo) |
| Web tira                               | Cartumante Cecília Ramos | - Amigas (Tiago Lacerda) - As Tirinhas de Helô D'Angelo (Helô D'Angelo) - Batatinha Fantasma (Carol Borges e Filipe Remedios) - Eliolatria (E. Dias) - Nico (Lara Nicolau) - Novo Anormal (Carol Ito e Pietro Soldi) - O Mundo de Yang (Orlandeli) - Quadrinhos da Bruna Sudoski (Bruna Sudoski) - Quadrinhos feitos por artistas brasileiras para o site Mina de HQ (Várias autoras) - Téo & o Mini Mundo (Caetano Cury) - Will Tirando (Will Leite) |